# Виголено (замок)
Виголено (итал. Castello di Vigoleno) — внушительный дворцово-замковый комплекс в коммуне Виголено, в муниципалитете Вернаска, в провинции Пьяченца, в регионе Эмилия-Романья, Италия. Расположен на высоком скалистом горном хребте между долинами рек Онгина и Стироне. Замок возвышается над окружающими холмами и доминирует над всей округой. Один из наиболее хорошо сохранившихся средневековых замков Италии. По своему типу относится к замкам на вершине.

## История

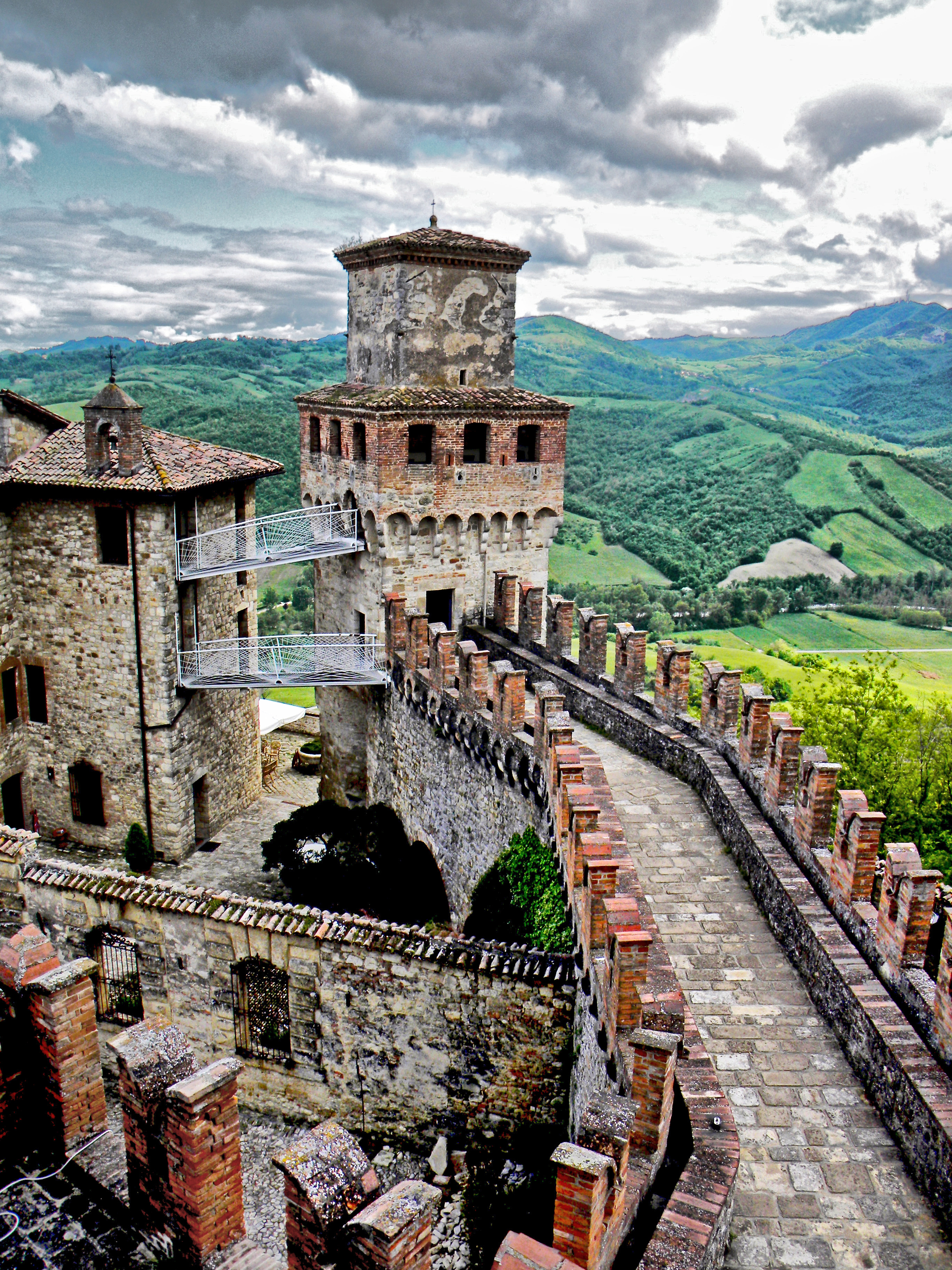
Вид фрагмента стены и угловой башни на фоне окружающих земель

Самые ранние каменные укрепления в этом месте были построены в X веке. При этом не вызывает сомнений, что благодаря выгодному расположению холм использовался как место для оборонительного сооружения уже более двух тысячелетий назад.
Первое письменное свидетельство о замке Виголено относится к 1141 году. Тогда это был важный форт на дороге в Парму их Пьяченцы. Достаточно быстро здесь возник полноценный замок с высокими стенами и башнями.
Крепость неоднократно переходилв из рук в руки. В основном Виголино оставалось под контролем семье Скотти. В отдельные промежутки времени хозяевами замка были рода Паллавичино, Пиччинино и Фарнезе. Крепость неоднократно в ходе региональных вооружённых конфликтов подвергалась разрушениям. Но каждый раз замок быстро восстанавливался.
К XVI веку замок утратил прежнее значение. Оборонительные сооружения обветшали. Долгое время здесь не проводилось ни модернизации фортификационных сооружений, ни ремонта. К счастью комплекс избежал участи многие старинных крепостей. Он не превратился в склад стройматериалов и не был разобран. Таким образом Виголино сохранил средневековый облик.
В 1922 году принцесса Мария Русполи де Грамон (из влиятельного рода Русполи) за счёт собственных средств провела масштабные ремонтные работы в Виголино. Отреставрированный замок стал местом общественных собраний. Выступить здесь почитали за честь многие влиятельные деятели искусства. В стенах крепости в разные годы бывали многие известные люди. В частности здесь выступали поэт Габриэле Д'Аннунцио, актёр Дуглас Фэрбенкс, художник-авангардист Макс Эрнст, живописец Александр Яковлефф, кинорежиссёр Жан Кокто, кинозвезда Мэри Пикфорд, писательница Эльза Максвелл и пианист Артур Рубинштейн.

## Описание
Замковый комплекс имеет форму неправильного овала, вытянутого с запада на восток. Все сооружения обнесены кольцевой зубчатой стеной. Внутрь можно было попасть через единственные ворота, расположенные в западной части крепости. При этом ворота защищал мощный равелин. Внутри замка имелся небольшой двор. Вокруг него располагались донжон, жилые здания, склады, хозяйственные постройки, часовня и цистерна для хранения воды. Главная башня имеет квадратную форму. Особый переход соединяет её с жилой резиденцией. Рядом с главной башней на площади размещаются солнечные часы. Их создание датируется 1746 годом.
Замок Виголено входит в Ассоциацию замков Пармы, Пьяченцы и Понтремоли. Этот союз объединяет самые известные и популярные крепости обширного региона.

## Замок в массовой культуре
- В начале 1980-х замок служил декорацией во время съёмок фильма Ричарда Доннера «Леди-ястреб» с Рутгером Хауэром и Мишель Пфайффер в главных ролях.

## Современное использование
Замок является популярной туристической достопримечательностью. Внутри в главном здании расположен музей. Здесь действует постоянная экспозиция, посвящённая истории замка и окружающих земель.

## Галерея

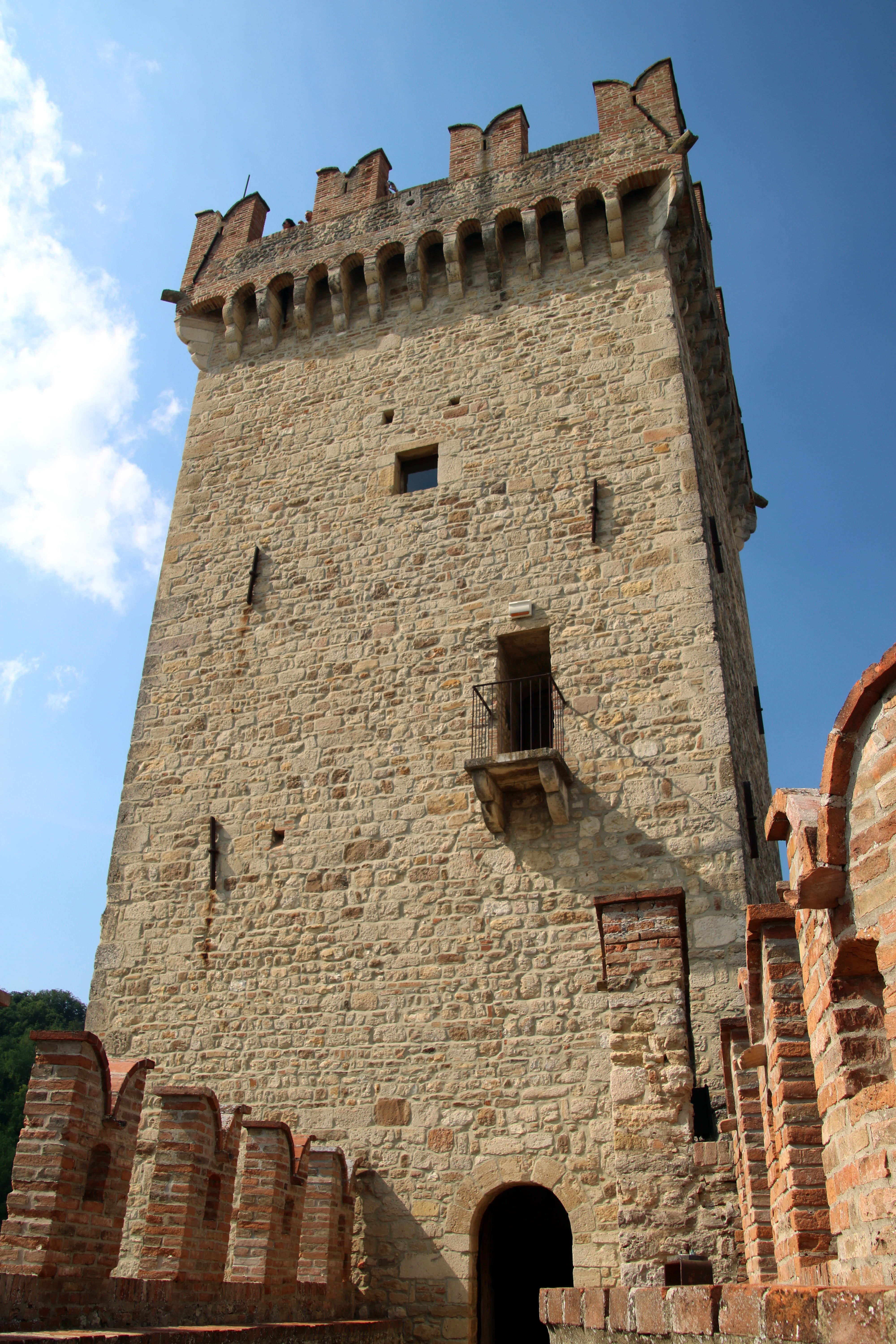
Главная башня
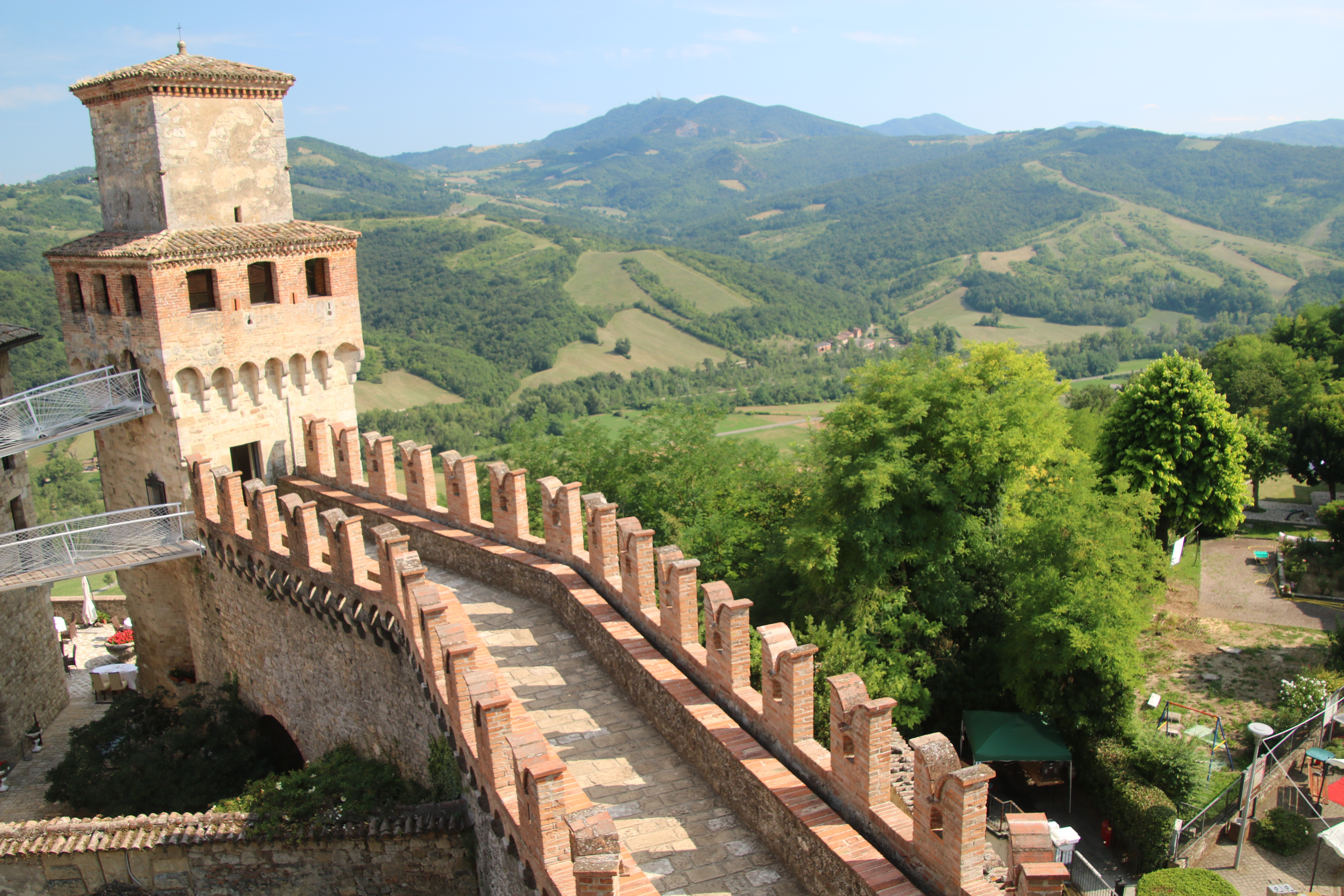
Внешняя стена замка
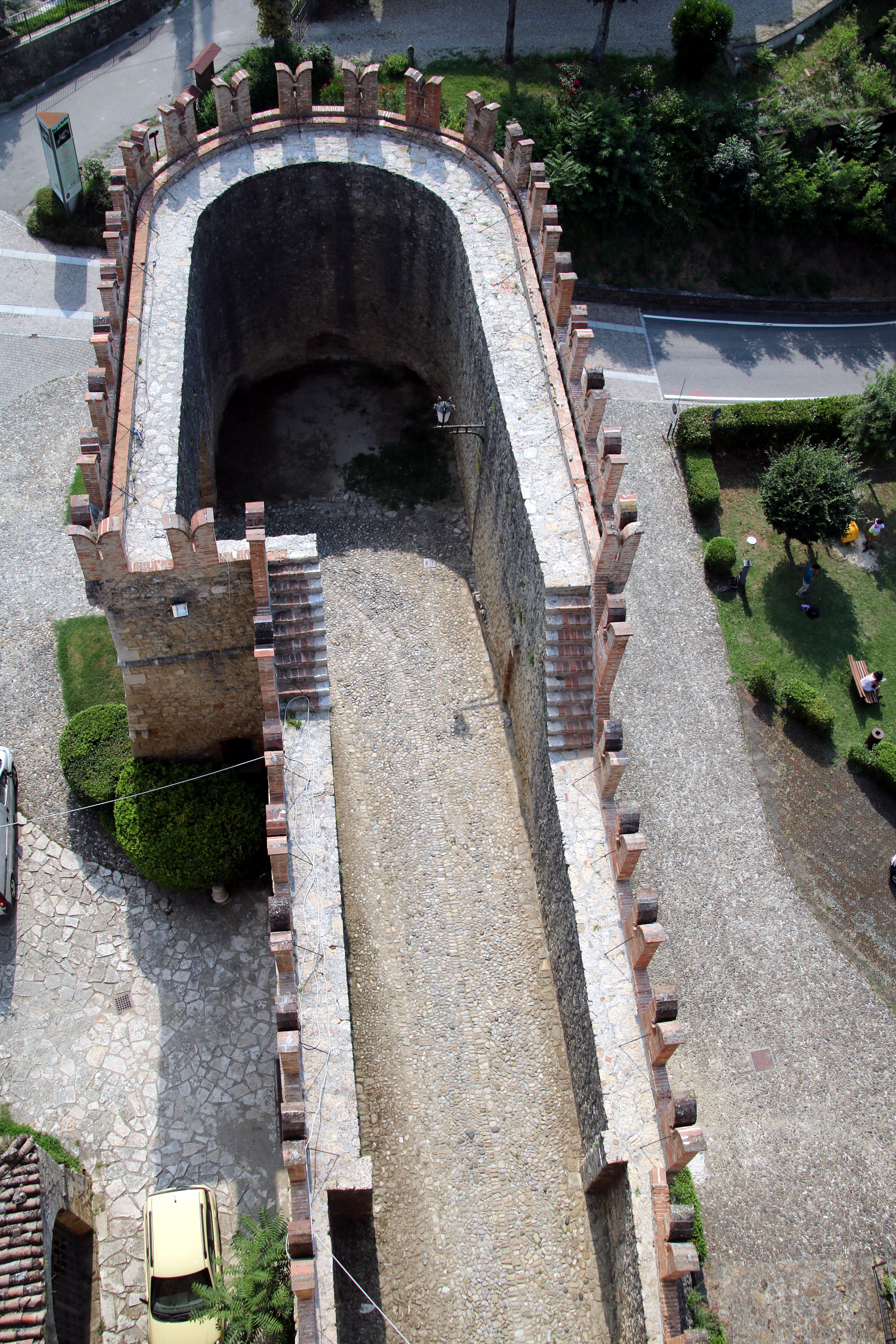
Вид равелина сверху
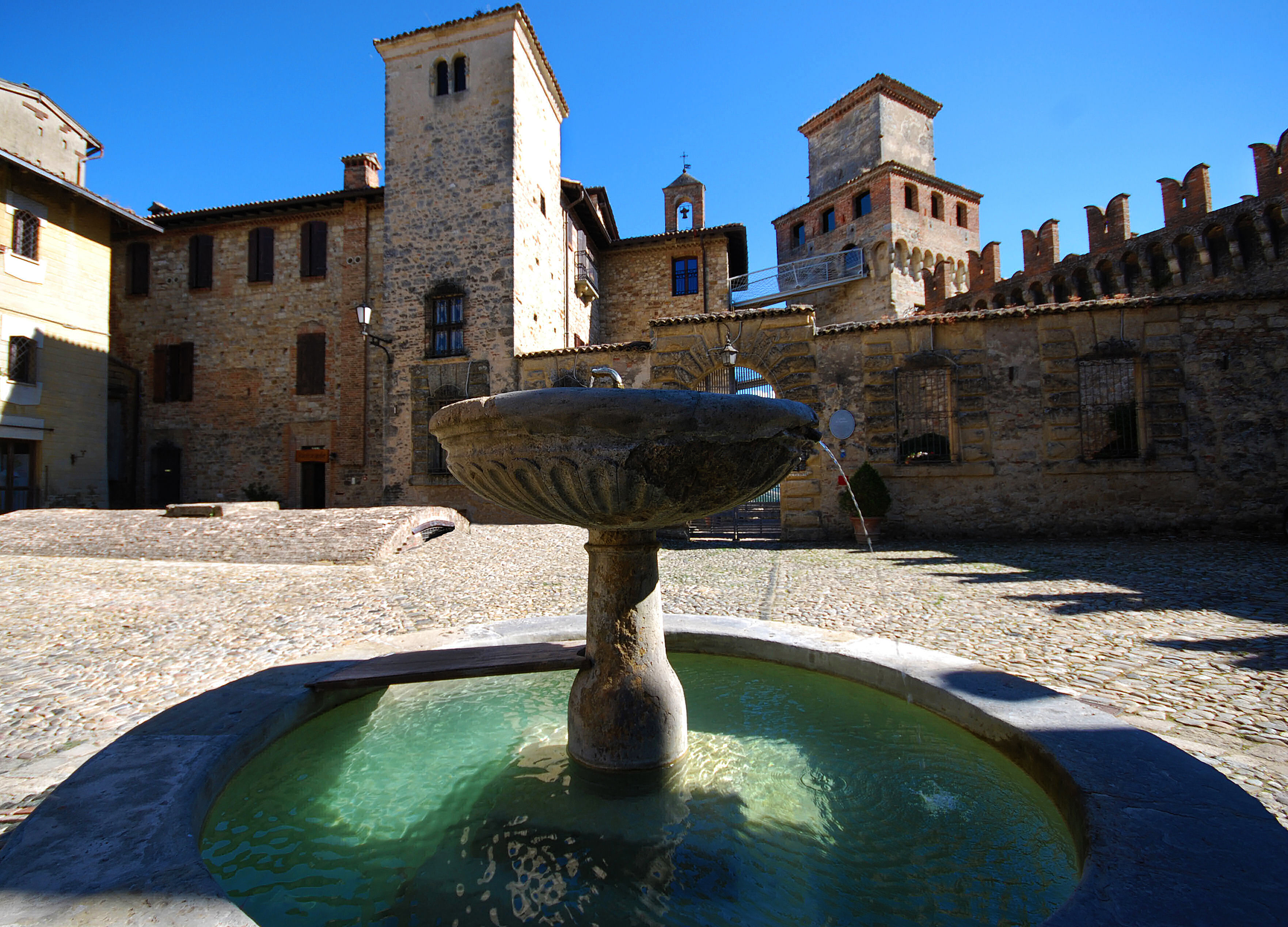
Внутренний двор замка
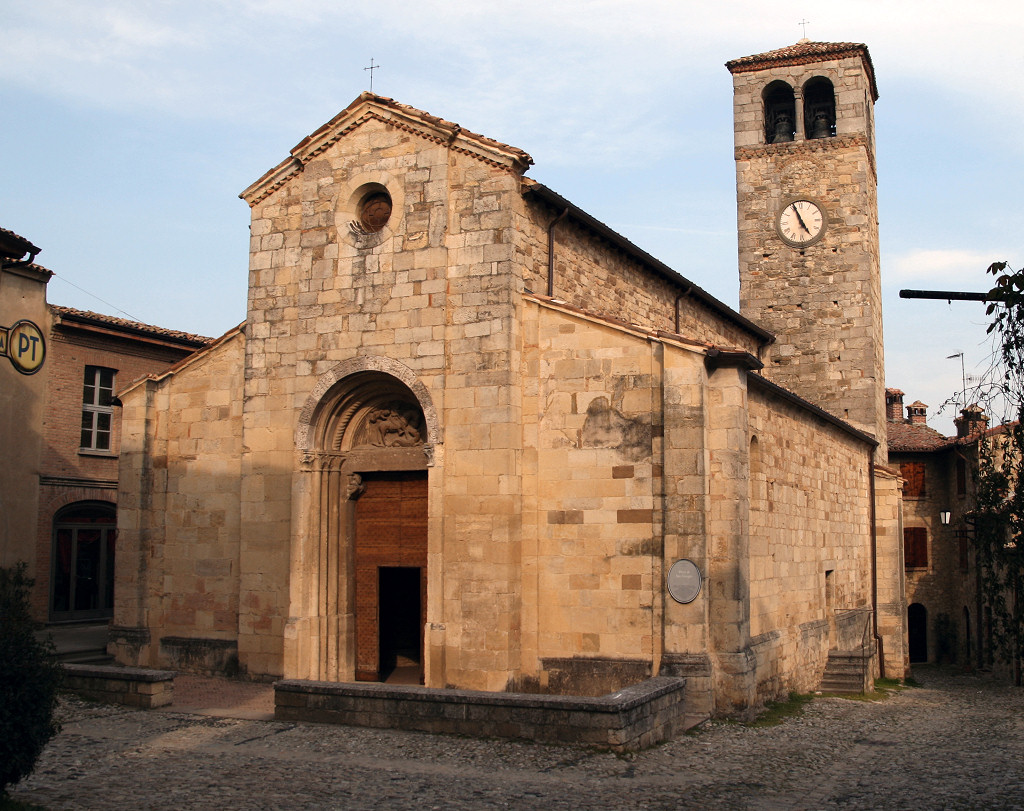
Замковая часовня